# Tour della nazionale maschile di rugby a 15 del Sudafrica 2009
Tra le due edizioni della Coppa del Mondo 2007 e 2011 la nazionale sudafricana  di "rugby a 15", si è recata varie volte in tour, anche con le rappresentative minori.
Nel 2009 si è disputato un tour assai deludente con due sconfitte nei test con Irlanda e Francia. Da segnalare la disputa di ben due match infrasettimanali contro squadre di club. Entrambi peraltro persi contro Leicester e Saracens
Sin dal primo test contro la Francia, il Sudafrica palesa i suoi limiti e la stanchezza per una lunga stagione, come dimostra il crollo nel secondo tempo
Un po' meglio va contro una modesta Italia, salvo poi cedere all'Irlanda.

## Risultati
| Arbitro: | Stuart Dickinson |

|                    |      |                |
| González Amorosino | mt   | Nowke          |
| Youngs             | tr   |                |
| Youngs (5)         | c.p. | R. Pienaar (4) |

| Arbitro: | Wayne Barnes |

|                                                                                                  |           |                                                                                                  |
| 5' c.p. Dupuy (3-0) 31' meta Clerc (11-13) 40' 49' 61' c.p. Dupuy (17-13) 78' c.p. Parra (20-13) | Marcatori | 19' c.p. Steyn (3-3) 24' drop Steyn (3-4) 24' c.p. Steyn (3-9) 25' meta Smit trasf. Steyn (3-13) |

| Arbitro: | James Jones |

|                                                                       |           |                                                       |
| mete: Barritt, Joubert trasf. Hougaard c.p. Hougaard 3 drop; Hougaard | Marcatori | mete: de Jongh, Nokwe 2 trasf. Pienaar c.p. Pienaar 2 |

| Arbitro: | Alain Rolland |

|                                                         |           | |
| 31' meta Garcia tr. Gower (7-12) 59' c.p. Gower (10-22) | Marcatori | 5' meta Habana (0-5) 13' meta Fourie tr Steyn (0-12) 46' c.p. Steyn (7-15) 52' meta Du Preez tr Steyn (7-22) 25' c.p. Steyn (10-25) 72' meta Olivier tr. Pienaar (10-32) |

| Arbitro: | Nigel Owens |

|                                                            |           |                                                       |
| 9' c.p. Sexton (0-3) 29' 47' e 50' 66' c.p. Sexton (15-10) | Marcatori | 15' meta Burgar tr. Steyn (3-7) 20' drop Steyn (3-10) |